# Zhang Yuehong
Zhang Yuehong (chinês tradicional: 張越紅; Shenyang, 9 de novembro de 1975) é uma jogadora de voleibol chinesa, campeã olímpica nos Jogos de Atenas.
Em sua única aparição olímpica, Zhang integrou a seleção chinesa que venceu as Olimpíadas de 2004, em Atenas. Participou dos jogos contra a República Dominicana e Cuba, na primeira fase, e da partida que valeu a medalha de ouro contra a Rússia, quando teve o seu melhor marcando 15 pontos no jogo.